# Voyager (album de Mike Oldfield)
Pour les articles homonymes, voir Voyager.
Albums de Mike Oldfield
The Songs of Distant Earth
(1994) Tubular Bells III
(1998)
Voyager est le 17e album du musicien britannique Mike Oldfield. Il est sorti le 26 août 1996, et est le troisième album réalisé par Mike Oldfield dans le cadre de son contrat signé avec Warner en 1992.
Il correspond à un moment où Oldfield est en panne d'inspiration, après avoir sorti The Songs of Distant Earth deux ans auparavant.
La maison de disques lui suggère de réaliser un album celtique, genre très porteur pour les ventes à l'époque (Les Corrs ou Loreena McKennitt connaissent un grand succès à ce moment, tout comme le guitariste Dan Ar Braz qui est sur toutes les ondes avec la formation L'Héritage des Celtes).
L'album contient finalement cinq reprises de traditionnels celtiques, une reprise partielle du groupe galicien Luar na Lubre (The Song of the Sun) et quatre compositions originales d'Oldfield dont un instrumental plus long (Mont Saint-Michel, dédié à l'îlot rocheux du même nom), sur lequel les avis de fans sont partagés.
Pour renforcer la couleur celtique de l'album, des musiciens reconnus ont été invités par Oldfield ; notamment Seán Keane et Matt Molloy de The Chieftains ainsi que Davy Spillane et Liam O'Flynn, deux générations de virtuoses du uilleann pipe.
Sur la pochette de l'album, Mike Oldfield pose en face du rocher d'Es Vedrà, à Ibiza, où il résidait alors.

## Titres
1. The Song of the Sun (Bieito Romero) - 4:32
2. Celtic Rain (Mike Oldfield) - 4:41
3. The Hero (trad.) - 5:03
4. Women of Ireland (trad.) - 6:29
5. The Voyager (Oldfield) - 4:26
6. She Moves through the Fair (trad.) - 4:06
7. Dark Island (trad.) - 5:43
8. Wild Goose Flaps Its Wings (Oldfield) - 5:04
9. Flowers of the Forest (trad.) - 6:03
10. Mont Saint Michel (Oldfield) - 12:18

## Personnel
- Mike Oldfield - Guitare, producteur, ingénieur
- Máire Breatnach – Violon
- Seán Keane – Violon
- John Myers – Pipeaux, violon
- Matt Molloy – Flûtes, Pipeaux
- Davy Spillane – Cornemuse, pipeaux
- Liam O'Flynn – Cornemuse irlandaise
- Highland Pipers – Chris Apps, Roger Huth, Ian Macey, Bob MacIntosh : Cornemuse des Highlands
- London Voices – Chorale
- Noel Eccles – Percussion
- London Symphony Orchestra : Cordes
- Pat Walsh - Musique additionnelle
- Gregg Jackman – Assistant ingénieur
- Tom Newman – Assistant ingénieur
- Richard Barrie – Ingénieur technique
- Robin Smith – Arrangement (Chanson 10), Direction musicale (10)
- Henry Jackman – Programmation aditionnelle